# ۴۵۷ (پیش از میلاد)
۴۵۷ (پیش از میلاد) ۴۵۷مین سال قبل از تقویم میلادی است.